# فيروسات مقزحة
الفيروسات المقزحة (بالإنجليزية: Iridoviridae)‏ هي عائلة من الفيروسات ثنائية سلسلة الدنا، تضم هذه العائلة خمسة أجناس :
- جنس: فيروس كلوريريد
- جنس: فيروس مقزح
- جنس: فيروس لمفي كيسي
- جنس: فيروس الكريات الضخمة
- جنس: فيروس رانا

عناصر هذه العائلة تصيب أساسا اللافقاريات، لكن أيضا بعض الفقاريات بما في ذلك الأسماك، البرمائيات والزواحف.

## وصلات خارجية
- نطاق فيروسي: فيروسات مقزحة